# 海仙人掌
海仙人掌（學名：Cavernularia obesa），是刺胞動物門海仙人掌科下的一種水生物種，廣泛分佈於印度洋-太平洋海域热带水域。